# Hugo Dyson
Henry Victor Dyson Dyson, généralement surnommé Hugo Dyson (7 avril 1896 - 6 juin 1975) est un universitaire et écrivain britannique, membre des Inklings.
En 1924, il devint professeur d'anglais à l'université de Reading, spécialisé dans Shakespeare, Dryden, Pope et Dickens. En 1945, il devint professeur et Fellow du Merton College de l'université d'Oxford, où il resta jusqu'à sa retraite, en 1963.
Dyson était un membre particulièrement bruyant des Inklings, souvent décrit comme « exubérant, grégaire et sociable » : il lui arrivait d'interrompre J. R. R. Tolkien lorsque celui-ci lisait des chapitres du Seigneur des anneaux en s'écriant « Pitié, pas encore un elfe ! » (« Oh fuck not another elf! »). Il écrivait cependant peu, préférant débattre et commenter les œuvres d'autrui. Il était particulièrement apprécié de W. H. Lewis, le frère de l'écrivain C. S. Lewis, et contribua à la reconversion de ce dernier au christianisme dans les années 1930.